# Плімут (Монтсеррат)
Плі́мут (англ. Plymouth) — колишнє місто й адміністративний центр британської заморської території Монтсеррат у Вест-Індії.

## Історія

### Виверження вулкана
З червня 1995 року відбулась серія потужних вивержень вулкана Суфрієр-Хіллс, у результаті яких лава і попіл накрили великий простір на півдні Монтсеррату, включаючи Плімут. Стало очевидно, що місто, населення якого нараховувало близько 4000 людей, перебуває в небезпеці. 21 серпня 1995 року попіл почав накривати Плімут, і в грудні жителі були евакуйовані. Через декілька місяців їм було дозволено повернутися, але 25 червня 1997 року при потужному виверженні загинуло 19 людей, пірокластичний матеріал майже досяг аеропорту. Плімут був знову евакуйований. 4-8 серпня ще декілька вивержень зруйнували близько 80 % міста, поховавши його під шаром попелу 1,4 м. Вивержений пірокластичний матеріал мав високу в'язкість, тому очистка від нього вимагала вибухівку, бульдозери та інші ресурси, досить дорогі для повсюдного використання на розкопках. Місто було покинуте, і південна частина острова була оголошена закритим районом. Більше двох третин населення залишило острів. Керівництво Монтсеррату перемістилось в Брейдс, але Плімут все ще де-юре залишається адміністративним центром.

## Клімат
| Клімат Плімута                    | Клімат Плімута | Клімат Плімута | Клімат Плімута | Клімат Плімута | Клімат Плімута | Клімат Плімута | Клімат Плімута | Клімат Плімута | Клімат Плімута | Клімат Плімута | Клімат Плімута | Клімат Плімута | Клімат Плімута |
| Показник                          | Січ.           | Лют.           | Бер.           | Квіт.          | Трав.          | Черв.          | Лип.           | Серп.          | Вер.           | Жовт.          | Лист.          | Груд.          | Рік            |
| Абсолютний максимум, °C           | 32             | 33             | 34             | 34             | 36             | 37             | 37             | 37             | 36             | 34             | 37             | 33             | 37             |
| Середній максимум, °C             | 29             | 30             | 31             | 31             | 32             | 32             | 33             | 33             | 32             | 31             | 30             | 29             | 31             |
| Середня температура, °C           | 26             | 25,5           | 26             | 26             | 26,5           | 27,5           | 28             | 28,5           | 28,5           | 28             | 28             | 27             | 27             |
| Середній мінімум, °C              | 23             | 23             | 24             | 24             | 24             | 25             | 25             | 25             | 24             | 24             | 24             | 23             | 24             |
| Абсолютний мінімум, °C            | 17             | 18             | 18             | 18             | 19             | 21             | 22             | 22             | 21             | 19             | 19             | 18             | 17             |
| Норма опадів, мм                  | 122            | 86             | 122            | 89             | 97             | 112            | 155            | 183            | 168            | 196            | 180            | 140            | 1640           |
| Днів з опадами                    | 12             | 9              | 9              | 8              | 10             | 13             | 14             | 16             | 13             | 14             | 16             | 13             | 147            |
| Днів з дощем                      | 12             | 9              | 9              | 8              | 10             | 13             | 14             | 16             | 13             | 14             | 16             | 13             | 147            |
| Вологість повітря, %              | 67             | 63.5           | 62             | 60.5           | 61.5           | 64             | 65             | 67             | 67             | 67.5           | 69             | 68.5           | 65             |
| --------------------------------- | -------------- | -------------- | -------------- | -------------- | -------------- | -------------- | -------------- | -------------- | -------------- | -------------- | -------------- | -------------- | -------------- |
| Джерело: BBC Weather, Weatherbase |                |                |                |                |                |                |                |                |                |                |                |                |                |